# 揽翠山房
揽翠山房，又称何玉成故居，位于中国广东省广州市白云区云城街道萧岗村北门大街15号，一单间硬青砖的硬山顶平房，面积约60平方米。何玉成，原在乡间教书为生。道光十一年（1831年）中举后，组织怀清社学维持地方治安。三元里抗英斗争期间，曾派人参加抗英斗争。
2002年7月，公布为第六批广州市文物保护单位，2015年6月，重新核定公布为广州市文物保护单位。